# کاستل دآیانو
کاستل دآیانو (به ایتالیایی: Castel d'Aiano) یک کومونه در ایتالیا است که در استان بولونیا واقع شده‌است.

## خصوصیات
کاستل دآیانو ۴۵٫۳ کیلومترمربع مساحت و ۱٬۹۷۳ نفر جمعیت دارد و ۸۰۵ متر بالاتر از سطح دریا واقع شده‌است.